# Aubergina paetus
Aubergina paetus is een vlinder uit de familie van de Lycaenidae. De wetenschappelijke naam van de soort werd als Thecla paetus in 1887 gepubliceerd door Godman & Salvin.